# Список іспанських художників
Алфавітний список іспанських художників.

## А
- Хосе Касадо дель Алісал (1833—1886)
- Анхель Атьєнса[ru] (1931—2015)
- Барахас Андрес (нар. 1941)
- Хосе Клаудіо Антолінес (1635—1675)

## Б
- Рафаель Ромеро Баррос[en] (1832—1895)
- Бенйюре Хуан Антоніо (1859—1930)

## В
- Дієго Веласкес (1599—1660)

## Г
- Хервасіо Гальярдо[es] (нар. 1934)
- Франсіско Гойя (1746-1828)*
- Ель Греко (1541—1614)

## Д
- Антоніо Муньйос Дегран (1840—1924)

## Є
- Франсіско Еррера Старший (1590—1656)
- Томас Єпес (1595-1674)

## І
- Іріарте Ігнасіо (1621—1670)

## К
- Хуан Санчес Котан (1560—1627)

## М
- Луїс де Мадрасо (1825—1897)
- Елісео Мейфрен (1857—1940)
- Луїс Мелендес (1716—1780)

## П
- Вісенте Пальмаролі (1834—1896)
- Антоніо де Переда (1611—1678)
- Франсіско Прадилья-і-Ортіс (1848—1921)
- Хуан Пуче (1695 — 1726)

## Р
- Сантьяго Русіньйоль (1861—1931)

## С
- Енріке Сімоне (1866—1927)

## Ф
- Маріано Фортуні (1838—1874)

## Х
- Луїс Аранда Хіменес (1845—1928)
- Хосе Аранда Хіменес (1837—1903)